# 水戶街道
水戶街道（みとかいどう）是日本江戶時代制定的幹線道路，準五街道的脇街道之一。江戶側的千住宿連結水戶藩的城下町水戶，和五街道同樣由道中奉行管轄。

## 概要
現在，水戶街道是國道6號東京都墨田區向島～茨城縣水戶市的區間的愛稱。
水戶以北是岩城街道（磐城街道），在岩沼宿和奧州街道合流，通往仙台。水戶街道・磐城街道作為奧州街道的脇道，是江戶連結東北的幹線道路，但是，不如奧州街道繁榮。明治時代以降，水戶街道和磐城街道合稱陸前濱街道。
水戶德川家是不需参勤交代的常駐江戶的定府大名，所以，領地水戶和當主居住的江戶之間必需緊密的連絡。因此，街道上有許多水戶德川家專用的設施。

## 宿場町
1. 千住宿（東京都足立區）
2. 新宿（東京都葛飾區）
3. 松戶宿（千葉縣松戶市）
4. 小金宿（千葉縣松戶市）
5. 我孫子宿（千葉縣我孫子市）
6. 取手宿（茨城縣取手市）
7. 藤代宿（茨城縣取手市）
8. 若柴宿（茨城縣龍崎市）
9. 牛久宿（茨城縣牛久市）
10. 荒川沖宿（茨城縣土浦市）
11. 中村宿（茨城縣土浦市）
12. 土浦宿（茨城縣土浦市）
13. 中貫宿（茨城縣土浦市）
14. 稻吉宿（茨城縣霞浦市）
15. 府中宿（茨城縣石岡市）
16. 竹原宿（茨城縣小美玉市）
17. 片倉宿（茨城縣小美玉市）
18. 小幡宿（茨城縣東茨城郡茨城町）
19. 長岡宿（茨城縣東茨城郡茨城町）
20. 水戶宿（茨城縣水戶市）

## 脚注
1. ↑  街道めぐりの会　『日本の街道歴史を巡る! 地図と写真から見える!』、西東社、2014年。

## 關連項目
- 國道123號

## 外部連結
- 千葉古街道歴史散歩 （页面存档备份，存于）